# Follya (album)
Follya è il quinto album in studio del gruppo musicale italiano Follya, pubblicato il 3 novembre 2023. È il primo album pubblicato dopo il cambio nome della band da Dear Jack a Follya.

## Tracce
1. morto per te – 3:14
2. tutt’okkei – 2:58
3. ami/odi – 3:01
4. anche basta – 2:26
5. rip – 2:51
6. tuta spaziale – 2:56
7. toxic – 2:49
8. mister – 2:50
9. palloncino – 3:12
10. houdini – 3:19
11. giuda – 3:00
12. band#2 – 1:35
13. iota – 3:14